# Meine Mutter und plötzlich auch mein Vater
Meine Mutter und plötzlich auch mein Vater ist ein deutscher Fernsehfilm von Jurij Neumann aus dem Jahr 2021. Es ist der sechste Teil der Filmreihe Meine Mutter … mit Diana Amft und Margarita Broich in den Hauptrollen.

## Handlung
Antonia Janssen hat ihren Kummer über die Trennung von Rufus mittlerweile überwunden und sieht einer neuen Zukunft für ihren Landgasthof entgegen. Für die Küche hat sie Sebastian Holtmann eingestellt, einen jungen, dynamischen Koch mit neuen Plänen. Das neu eröffnete „Kupferkännchen“ unterscheidet sich daher in vielerlei Hinsicht von Tonis alten Vorstellungen. Dieser frische Wind überträgt sich auch auf sie und anstatt wie früher Tag und Nacht nur für den Landgasthof da zu sein, der nun als einfache Kneipe vermietet ist, nimmt sie sich auch mal Zeit für sich. So fährt sie mit ihrer Freundin Maris einfach mal nach Köln zum Shoppen. Sie kann nicht ahnen, dass sie hier in der Großstadt zufällig ihrem leiblichen Vater begegnet. Gerade erst hatte sie einen heftigen Disput mit ihrer Mutter über ihren Erzeuger, den Toni nie bewusst kennenlernen konnte, weil er ihre Mutter vor über dreißig Jahren sitzen gelassen hatte. Ein ebenso altes Foto fällt Toni aus ihrer Tasche und ihrem Vater Kurt, der in der Stadt um Almosen bettelt, vor die Füße. Kurt sucht daraufhin das Gespräch mit Toni, ohne ihr zu sagen, dass er auf dem Foto zu sehen ist. Letztendlich nimmt Toni den offensichtlich Obdachlosen mit nach Hause. Als dieser jedoch so urplötzlich vor der Tür steht, trifft Tonis Mutter fast der Schlag. Jetzt erst erfährt Toni, dass Kurt ihr Vater ist. Während ihre Mutter Kurt gleich wieder loswerden will, sieht Toni das ganz anders. Sie besteht darauf, dass er bleibt, damit sie ihn wenigstens jetzt ein bisschen kennenlernen kann. In den folgenden Tagen gelingt es den Dreien miteinander zu reden und die Gründe zu erörtern, die zu der Trennung geführt hatten. Dabei kommt zu Tage, dass Kurt in den Jahren nach der Trennung stets versucht hatte Kontakt zu seiner Tochter zu halten, was seine Schwiegermutter aber heimlich verhinderte und alle Briefe und Geschenke an Toni unterschlagen hatte. Kurt erhält zwar das Angebot zu bleiben und im Familienbetrieb mitzuarbeiten, doch er zieht es am Ende vor, doch wieder seiner Wege zu gehen.
Für die Eröffnung des „Kupferkännchens“ ist alles gut vorbereitet, Sebastian hat zwei Servicekräfte von seiner alten Arbeitsstelle mitgebracht und Rufus’ Jungkoch Marc hat sich dazugesellt, da es ihm hier in der Eifel besser gefällt als in der Großstadt. Sebastian gibt nur zu bedenken, dass der Name des neuen Restaurants nicht sehr glücklich gewählt ist und nach einigem Widerspruch kommt auch Toni zur gleichen Überzeugung. So soll es fortan „Toni's“ heißen.
Tonis Exfreund HaJü sieht in dem neuen Koch einen Konkurrenten, der ihm bei seinem Vorhaben, Tonis Herz wieder für sich zu gewinnen, gefährlich werden könnte. Er versucht daher die Fronten gleich zu klären und gibt Toni einfach als seine Verlobte aus. Da er als Haushandwerker täglich in ihrer Nähe ist, lässt er nichts unversucht Toni zu umwerben. Am Ende liegt er einfach, wie in alten Zeiten, in ihrem Bett und zum ersten Mal seit Jahren lässt Toni ihn gewähren.

## Hintergrund
Meine Mutter und plötzlich auch mein Vater wurde im Auftrag von ARD Degeto von der „Bantry Bay Productions“ produziert und vom 22. Juli bis zum 19. August 2020 unter dem Arbeitstitel Meine Mutter – Bärenstark im „Landhaus Orbach“ in Wipperfürth sowie in Köln und Umgebung gedreht.

## Rezeption

### Einschaltquote
Die Erstausstrahlung von Meine Mutter und plötzlich auch mein Vater erfolgte am 12. März 2021 und wurde in Deutschland von 4,62 Millionen Zuschauern gesehen. Er erreichte einen Marktanteil von 14,1 Prozent für Das Erste.

### Kritiken
Tilmann P. Gangloff wertete für Tittelbach.tv und meinte: „Wenn eine Filmreihe neue Impulse braucht, lassen die Verantwortlichen gern einen lange vermissten Vater auftauchen. Das hat schon bei Indiana Jones prima funktioniert; erst recht, wenn es noch offene Rechnungen gibt. Uwe Ochsenknecht ist ohnehin ein Einschaltgrund, weshalb die fünfte ‚Meine Mutter‘-Episode durchaus sehenswert ist; immer vorausgesetzt, man erwartet weder tiefschürfende Dialoge noch eine Geschichte von besonderer Relevanz.“ Doch nicht nur Ochsenknecht als Episodengast, „auch Lucas Prisor [in der Rolle des neuen Kochs] erweist sich als Bereicherung für die Reihe“.
Bei prisma.de wertete Hans Czerny und schrieb: „Mit der ‚Kupferkanne‘ ist es wohl so, dass es da alle paar Tage wieder einen Neuanfang gibt. Die Konzepte und die Wirtshausnamen wechseln genauso wie das Personal. Der Sternekoch vom Anfang (Stephan Luca) ist weg, auch der nette Gärtner blieb nur eine Folge. Nun macht sich ein neuer Gourmetkoch breit. Lucas Prisor spielt diesen Sebastian so sympathisch wie energisch. Er hätte sicher das Zeug zu Tonis Dauerflirt, wenn schon nicht zum Ehemann.“
Christian Lukas urteilte für Quotenmeter.de und fasste zusammen: „Die Geschichte bewegt sich auf Wegen, die nur allzu bekannt sind. Da ist der Konflikt Mutter/Vater, da ist die Tochter, die mehr erfahren möchte und nicht zu vergessen sind da die dunklen Flecken auf der weißen Weste der Mutter. Um das nicht allzu dramatisch werden zu lassen, wird der Fokus der Inszenierung von Zeit zu Zeit auf den Nebenplot dieser Geschichte verschoben, der Antonia im Kampf mit ihrem neuen Koch Sebastian.“ „Die eher amüsanten Konfrontationen erden die Mutter-Vater-Tochter-Story und nehmen ihr bewusst etwas an Dramatik, schließlich bewegt sich die Serie […] am Ende des Tages in Komödiengewässern und streift das Genre des Dramas im besten Fall ganz vorsichtig.“
Bei film-rezensionen.de schrieb Oliver Armknecht: „‚Mit Meine Mutter ist unmöglich‘ ging es seinerzeit los und präsentierte dabei gleich die Mischung aus humorvollen, dramatischen und romantischen Elementen, welche die ARD-Reihe bis heute beibehalten hat.“ Doch bei ‚Meine Mutter und plötzlich auch mein Vater‘ ist „das Ganze derart plump eingefädelt […] dass der Handlungsstrang […] weder Spaß macht noch berührt. Da wurden einfach nur übelste Klischees zusammengerührt. Auch bei der Auflösung zeigte man sich ausgesprochen faul, wollte offensichtlich keine wirkliche Arbeit investieren.“